# L'alba de l'Aurora
L'alba de l'Aurora (armeni: Արշալույսի լուսաբացը) és un documental animat del 2022 dirigit per Innà Sahakian. Es basa en la vida d'Aurora Mardiganian, una supervivent del genocidi armeni que després de la seva fugida es va convertir en actriu als Estats Units. La pel·lícula inclou escenes curtes de la pel·lícula Ravished Armenia, una pel·lícula muda de 1919 sobre el genocidi armeni, protagonitzada per Mardiganian. S'ha subtitulat al català pel canal 33, que va estrenar-lo el 24 d'abril de 2025.
La pel·lícula és principalment animada, i s'hi intercalen imatges de Ravished Armenia, una entrevista amb Mardiganian i altres metratges històrics.

## Producció
Innà Sahakian va començar a desenvolupar el projecte el 2014, però no tenia experiència prèvia en el món de l'animació. Des del 2015 l'Institut Zoryan va donar suport al projecte signant un acord amb Bars Media. L'Institut Zoryan va oferir entrevistes amb Aurora Mardiganian, gravades abans de la seva mort. La decisió de fer un documental animat a partir de la seva història, va ser motivada perquè l'animació permetia molta més llibertat en les tècniques d'expressió. Els colors i símbols armenis es van incloure a la cinta, i es va utilitzar la tècnica d'animació per ordinador amb retalls, on només s'animaven uns quants fotogrames per segon. La pel·lícula es va començar a produir el 2019, però el procés es va veure interromput per la pandèmia de la COVID-19 i després també pel conflicte entre Azerbaidjan i Armènia el 2020. En el moment del conflicte, el film va comptar amb el suport de coproductors lituans i alemanys. La pel·lícula és una coproducció de Bars Media d'Armènia, Broom Films de Lituània i Gebrueder Beetz Filmproduktion d'Alemanya.

## Estrena
La pel·lícula es va estrenar el juny de 2022 quan es va projectar al Festival Internacional d'Animació d'Annecy. Es va estrenar a Erevan, la capital d'Armènia, al novembre. Va ser candidata d'Armènia a l'Oscar a la millor pel·lícula de parla no anglesa el 2023, i es va convertir en la segona pel·lícula documental d'animació nominada per a aquesta secció després de la danesa Flugt el 2022. A diferència de Flugt, no va ser seleccionada a la nominació dels premis.